# Bala K

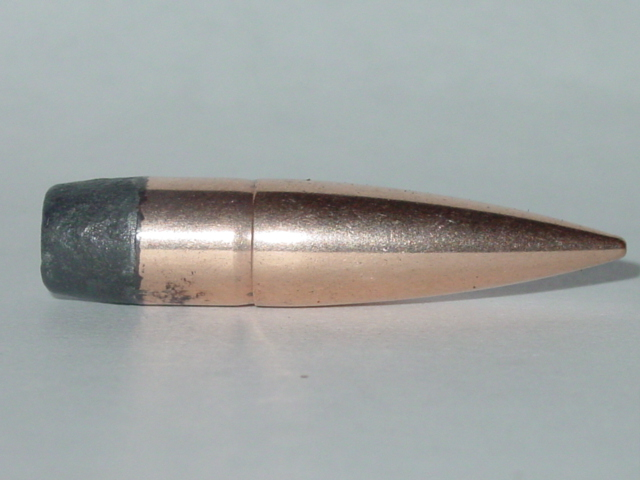
La "bala K" estándar de 7,92 mm, diseñada antes de la invasión aliada. Nótese como el núcleo de acero sobresale detrás, formando una base troncocónica.

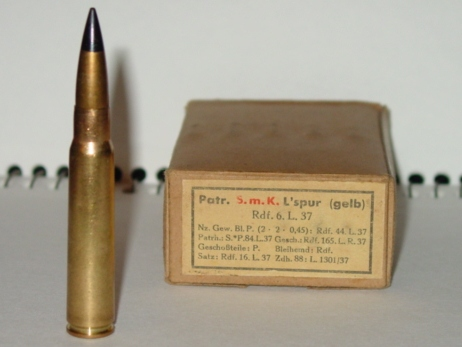
Variante trazadora de la "bala K": "L'spur (gelb)" o Trazadora (amarillo)'.

La bala K es una bala antiblindaje de calibre 7,92 mm con núcleo de acero, diseñada para ser disparada desde un fusil Mauser estándar. Fue utilizada por la infantería alemana durante la Primera Guerra Mundial contra los tanques ingleses Mark I y en la Segunda Guerra Mundial a bordo del Panzer I, en sus ametralladoras MG 13 de 7,92 mm. En promedio, la bala K tenía una de cada tres veces la posibilidad de penetrar un blindaje de entre 12 y 13 mm de espesor a una distancia de unos 100 m.
Las balas K fueron utilizadas por primera vez en la Batalla de Messines, en junio de 1917, donde también fue la primera vez que en se empleó el tanque Mark IV por parte de las tropas inglesas, que era más resistente y tenía más blindaje.

## Variantes
Los alemanes produjeron diversas variantes de las balas K durante la Primera Guerra Mundial y la Segunda Guerra Mundial, entre las que están:
| Designación       | Nombre completo                                    | Descripción |
| ----------------- | -------------------------------------------------- | --- |
| S.m.K.            | Spitzgeschoss mit Kern                             | Bala antiblindaje con núcleo de acero estándar. Tenía un anillo rojo alrededor del fulminante, en el culote. |
| S.m.K.H.          | Spitzgeschoss mit Kern, Hart                       | Con núcleo de carburo de tungsteno en lugar de acero. Tenía el culote (base) del casquillo de color rojo incluyendo el fulminante; desde 1939: solo fulminante rojo.                                                                                   |
| S.m.K. L'spur     | Spitzgeschoss mit Kern, Leuchtspur                 | Con un núcleo más pequeño y, además, incluía una mezcla trazadora. Podía incluir una designación de la bala por el color, llamada Gelb, en alemán "amarillo". Tenía un borde rojo alrededor del fulminante de la base y la punta de la bala era negra. |
| S.m.K. Ub.m.Zerl. | Spitzgeschoss mit Kern Übungsmunition mit Zerleger | Una bala de práctica muy rara que se autodestruía después de cierta distancia.. |

Durante el periodo de entreguerras, Polonia produjo copias de las balas S.m.K, llamadas balas P (Przeciwpancerny) y también sus propias balas antiblindaje trazadoras, denominadas PS (Przeciwpancerny Smugowy).